# Габерлея
Габерлея (лат. Haberlea) — монотипный род цветковых растений семейства Геснериевые (лат. Gesneriaceae). Единственный представитель — Haberlea rhodopensis Friv.

## Этимогия названия рода
Род назван по имени австро-венгерского ботаника Карла Константина Христиана Габерле (1764-1832), который первым нашёл этот вид в Родопских горах в Болгарии.

## Ботаническое описание
Низкорослые вечнозелёные травянистые растения образующие прикорневую розетку листьев. 
Листья очерёдные, продолговатые, зелёные, опушённые, грубо-волосистые или гладкие, с крупными зубцами по краю. 
Соцветия пазушные, на длинных цветоносах, 2-10 в завитке, с маленькими, узкими прицветниками. Чашелистиков 5, неравные, образуют слегка зигоморфную чашечку. Венчик трубчатый с отгибом в верхней части, двугубый, отгиб 5-лопастный, доли овально-эллиптические или округлые; венчик сине-фиолетовый, лавандовый, изредка белый, с жёлтыми пятнами в зеве. Тычинок 4, обычно равные по длине венчику, нити приросшие к основанию трубки венчика, пыльники попарно сросшиеся. Нектарник кольцевой. Завязь ячцевидно-коническая.
Плод — 2-створчатая септицидная коробочка.

## Ареал и климатические условия
Растут в Родопских горах в Болгарии и на севере Греции, на каменистых склонах гор, на высоте 400-700 м над уровнем моря.

## Применение в декоративном садоводстве
В рокариях и альпинариях; предпочитает полутень и высадку в трещины между камнями; не переносит застаивание воды у корней.

## Агротехника
Уход. Морозостойкое растение. Не переносит пересушку и прямое солнце. Для посадки используют садовый субстрат с добавлением крупного промытого песка и известняковой крошки. На открытых местах зимой прикрывать лапником от прямых солнечных лучей. При выращивании в саду или на террасе в горшках — иногда подкормить жидким комплексным удобрением.
Размножение. Посевом семян весной, делением кустов после отцветания, укоренением листовых черенков в начале лета.